# コルテジア
コルテジア（欧字名:Cortesia、2017年2月23日 - ）は、日本の競走馬。2020年のきさらぎ賞の勝ち馬である。

## 経歴
- 特記事項なき場合、本節の出典はJBISサーチ[2]

### 2歳（2019年）
2019年7月20日、中京競馬場での新馬戦でデビューし、5着。2戦目の未勝利戦での2着を経て、3戦目、10月14日京都競馬場での未勝利戦で初勝利。11月9日のデイリー杯2歳ステークスは8着に終わる。

### 3歳（2020年）以降
3歳初戦、2020年1月12日のシンザン記念でサンクテュエールの3着としたのち、2月9日のきさらぎ賞では道中3番手からレースを進め、最後の直線でストーンリッジをクビ差かわして重賞初制覇を挙げた。皐月賞7着、東京優駿（日本ダービー）12着と春のクラシックを使われたが、日本ダービー出走後に両腕節（前膝）の骨折を発症し、休養。同年11月に一旦帰厩するものの、態勢が整わず再び休養に入り、さらには寛骨の骨折で休養が大幅に長引く形となった。
5歳の2022年6月12日、エプソムカップで約2年ぶりの戦列復帰を果たし、5歳時は2走、再度の長期休養を経て迎えた6歳時はダート戦を経験するなど3走したが勝利を挙げることはできず、2023年12月9日のリゲルステークス（リステッド競走）9着を最後に、同年12月14日付でJRAの競走馬登録を抹消された。引退後は栗東トレーニングセンターの乗用馬として供用予定となっている。

## 競走成績
以下の内容は、JBISサーチおよびnetkeiba.comに基づく。
| 競走日     | 競馬場 | 競走名         | 格   | 距離（馬場）  | 頭 数 | 枠 番 | 馬 番 | オッズ （人気） | 着順 | タイム （上がり3F） | 着差 | 騎手      | 斤量 [kg] | 1着馬（2着馬）       | 馬体重 [kg] |
| ---------- | ------ | -------------- | ---- | ------------- | ----- | ----- | ----- | --------------- | ---- | ------------------- | ---- | --------- | --------- | -------------------- | ----------- |
| 2019.07.20 | 中京   | 2歳新馬        |      | 芝1400m（重） | 13    | 8     | 12    | 033.00（7人）   | 05着 | R1:24.7（35.5）     | -1.5 | 0松山弘平 | 54        | ペールエール         | 450         |
| 0000.09.21 | 阪神   | 2歳未勝利      |      | 芝1600m（良） | 14    | 1     | 1     | 048.80（8人）   | 02着 | R1:34.3（34.7）     | -0.0 | 0和田竜二 | 54        | シャドウブロッサム   | 450         |
| 0000.10.14 | 京都   | 2歳未勝利      |      | 芝1800m（稍） | 11    | 3     | 3     | 003.60（2人）   | 01着 | R1:49.3（35.1）     | -0.2 | 0松山弘平 | 55        | （ウインマイティー） | 450         |
| 0000.11.09 | 京都   | デイリー杯2歳S | GII  | 芝1600m（良） | 11    | 2     | 2     | 051.70（9人）   | 08着 | R1:35.5（35.7）     | -1.0 | 0松山弘平 | 55        | レッドベルジュール   | 452         |
| 2020.01.12 | 京都   | シンザン記念   | GIII | 芝1600m（良） | 10    | 3     | 3     | 075.80（9人）   | 03着 | R1:36.6（35.9）     | -0.7 | 0松山弘平 | 56        | サンクテュエール     | 452         |
| 0000.02.09 | 京都   | きさらぎ賞     | GIII | 芝1800m（良） | 8     | 1     | 1     | 029.80（7人）   | 01着 | R1:48.3（33.9）     | -0.0 | 0松山弘平 | 56        | （ストーンリッジ）   | 454         |
| 0000.04.19 | 中山   | 皐月賞         | GI   | 芝2000m（稍） | 18    | 2     | 3     | 100.9（13人）   | 07着 | R2:01.9（36.1）     | -1.2 | 0松山弘平 | 57        | コントレイル         | 460         |
| 0000.05.31 | 東京   | 東京優駿       | GI   | 芝2400m（良） | 18    | 5     | 10    | 131.5（14人）   | 12着 | R2:25.4（35.5）     | -1.3 | 0松山弘平 | 57        | コントレイル         | 458         |
| 2022.06.12 | 東京   | エプソムC      | GIII | 芝1800m（重） | 12    | 3     | 3     | 074.1（11人）   | 09着 | R1:47.4（35.4）     | -0.7 | 0三浦皇成 | 56        | ノースブリッジ       | 464         |
| 0000.07.24 | 小倉   | 中京記念       | GIII | 芝1800m（良） | 16    | 2     | 3     | 012.70（7人）   | 16着 | R1:47.4（35.9）     | -1.5 | 0松山弘平 | 56        | ベレヌス             | 466         |
| 2023.06.11 | 阪神   | 三宮S          | OP   | ダ1800m（重） | 15    | 5     | 8     | 126.3（13人）   | 11着 | R1:51.9（38.0）     | -2.0 | 0藤岡康太 | 56        | キングズソード       | 468         |
| 0000.11.26 | 京都   | カノープスS    | OP   | ダ1900m（良） | 16    | 1     | 2     | 113.7（14人）   | 15着 | R2:01.5（40.1）     | -4.0 | 0松山弘平 | 56        | ウェルカムニュース   | 476         |
| 0000.12.09 | 阪神   | リゲルS        | L    | 芝1600m（良） | 13    | 2     | 2     | 168.9（10人）   | 09着 | R1:33.8（33.5）     | -0.8 | 0松山弘平 | 57        | マテンロウスカイ     | 472         |

## 血統表
| コルテジアの血統                            | コルテジアの血統                                            | コルテジアの血統                                            | （血統表の出典）                                            | （血統表の出典） |
| 父系                                        | ロベルト系                                                  | ロベルト系                                                  | ロベルト系                                                  | [ § 2 ]          |
| 父 *シンボリクリスエス 1999 黒鹿毛 アメリカ | 父の父Kris S. 1977 黒鹿毛                                   | Roberto                                                     | Hail to Reason                                              | Hail to Reason   |
| 父 *シンボリクリスエス 1999 黒鹿毛 アメリカ | 父の父Kris S. 1977 黒鹿毛                                   | Roberto                                                     | Bramalea                                                    |                  |
| 父 *シンボリクリスエス 1999 黒鹿毛 アメリカ | 父の父Kris S. 1977 黒鹿毛                                   | Sharp Queen                                                 | Princequillo                                                | Princequillo     |
| 父 *シンボリクリスエス 1999 黒鹿毛 アメリカ | 父の父Kris S. 1977 黒鹿毛                                   | Sharp Queen                                                 | Bridgework                                                  |                  |
| 父 *シンボリクリスエス 1999 黒鹿毛 アメリカ | 父の母Tee Kay 1991 黒鹿毛                                   | Gold Meridian                                               | Seattle Slew                                                | Seattle Slew     |
| 父 *シンボリクリスエス 1999 黒鹿毛 アメリカ | 父の母Tee Kay 1991 黒鹿毛                                   | Gold Meridian                                               | Queen Louie                                                 |                  |
| 父 *シンボリクリスエス 1999 黒鹿毛 アメリカ | 父の母Tee Kay 1991 黒鹿毛                                   | Tri Argo                                                    | Tri Jet                                                     | Tri Jet          |
| 父 *シンボリクリスエス 1999 黒鹿毛 アメリカ | 父の母Tee Kay 1991 黒鹿毛                                   | Tri Argo                                                    | Hail Proudly                                                |                  |
| 母 シェルエメール 2008 黒鹿毛 日本          | 母の父ジャングルポケット 1998 鹿毛                          | *トニービン                                                 | *カンパラ                                                   | *カンパラ        |
| 母 シェルエメール 2008 黒鹿毛 日本          | 母の父ジャングルポケット 1998 鹿毛                          | *トニービン                                                 | Severn Bridge                                               |                  |
| 母 シェルエメール 2008 黒鹿毛 日本          | 母の父ジャングルポケット 1998 鹿毛                          | *ダンスチャーマー                                           | Nureyev                                                     | Nureyev          |
| 母 シェルエメール 2008 黒鹿毛 日本          | 母の父ジャングルポケット 1998 鹿毛                          | *ダンスチャーマー                                           | Skillful Joy                                                |                  |
| 母 シェルエメール 2008 黒鹿毛 日本          | 母の母ポンデローザ 2000 黒鹿毛                              | *サンデーサイレンス                                         | Halo                                                        | Halo             |
| 母 シェルエメール 2008 黒鹿毛 日本          | 母の母ポンデローザ 2000 黒鹿毛                              | *サンデーサイレンス                                         | Wishing Well                                                |                  |
| 母 シェルエメール 2008 黒鹿毛 日本          | 母の母ポンデローザ 2000 黒鹿毛                              | *ゲイアティーガール                                         | Nijinsky                                                    | Nijinsky         |
| 母 シェルエメール 2008 黒鹿毛 日本          | 母の母ポンデローザ 2000 黒鹿毛                              | *ゲイアティーガール                                         | Kiss                                                        |                  |
| 母系(F-No.)                                 | ゲイアティーガール(IRE)系(FN:1-k)                           | ゲイアティーガール(IRE)系(FN:1-k)                           | ゲイアティーガール(IRE)系(FN:1-k)                           | [ § 3 ]          |
| 5代内の近親交配                             | Hail to Reason 4 x 5 = 9.38%、Northern Dancer 5 x 5 = 6.25% | Hail to Reason 4 x 5 = 9.38%、Northern Dancer 5 x 5 = 6.25% | Hail to Reason 4 x 5 = 9.38%、Northern Dancer 5 x 5 = 6.25% | [ § 4 ]          |
| 出典                                        | 1. 2. 3. 4.                                                 | 1. 2. 3. 4.                                                 | 1. 2. 3. 4.                                                 | 1. 2. 3. 4.      |